# 東拝戸町
東拝戸町（ひがしはいとちょう）は、愛知県瀬戸市古瀬戸連区の町名。丁番を持たない単独町名である。

## 地理
- 瀬戸市の中央部に位置する[8]。南・西を西拝戸町、北を馬ケ城町、東を赤津町・西窯町と隣接している[8]。
- 丘陵地斜面の町域で、中央部に県道が通る。住宅は県道沿いに分布し、珪砂工場がある[8]。

### 河川
- 拝戸川（瀬戸川支流） ： 町の南部を西流している。

- 拝戸川（東拝戸町内）

### 学区
市立小・中学校に通う場合、学区は以下の通りとなる。また、公立高等学校普通科に通う場合の学区は以下の通りとなる。
| 番・番地等 | 小学校                 | 中学校                 | 高等学校 |
| ---------- | ---------------------- | ---------------------- | -------- |
| 全域       | 瀬戸市立にじの丘小学校 | 瀬戸市立にじの丘中学校 | 尾張学区 |

## 歴史

### 町名の由来
町名設定の際、旧瀬戸村字拝戸の東方にあることから名付けられたと推察される。

### 沿革
- 1942年（昭和17年）1月9日 - 瀬戸市大字瀬戸字拝戸の一部により、同市東拝戸町として成立[2]。

## 世帯数と人口
2025年（令和7年）2月1日現在の世帯数と人口は以下の通りである。
| 町丁     | 世帯数  | 人口  |
| -------- | ------- | ----- |
| 東拝戸町 | 294世帯 | 620人 |

### 人口の変遷
国勢調査による人口の推移
| 1995年（平成7年）  | 667人 | [ 11 ] |  |
| 2000年（平成12年） | 713人 | [ 12 ] |  |
| 2005年（平成17年） | 727人 | [ 13 ] |  |
| 2010年（平成22年） | 696人 | [ 14 ] |  |
| 2015年（平成27年） | 667人 | [ 15 ] |  |
| 2020年（令和2年）  | 629人 | [ 16 ] |  |

### 世帯数の変遷
国勢調査による世帯数の推移。
| 1995年（平成7年）  | 224世帯 | [ 11 ] |  |
| 2000年（平成12年） | 246世帯 | [ 12 ] |  |
| 2005年（平成17年） | 254世帯 | [ 13 ] |  |
| 2010年（平成22年） | 254世帯 | [ 14 ] |  |
| 2015年（平成27年） | 255世帯 | [ 15 ] |  |
| 2020年（令和2年）  | 261世帯 | [ 16 ] |  |

## 交通

### 鉄道
町内に鉄道は走っていない。最寄り駅は、名鉄瀬戸線尾張瀬戸駅になる。

### バス
名鉄バス「本地ヶ原線」
- 【10】瀬戸駅前 - 古瀬戸 - 赤津 系統 ： 赤津口バス停（赤津方面乗り場）[8]

- 赤津口バス停

### 道路
愛知県道212号窯元東古瀬戸線 ： 町の南部を東西に貫くように走っている。

## 施設
- 金剛院[8] ： 本尊は聖観世音菩薩、脇佛に弘法大師、不動明王。開基は浅井法導師[17]。
- 世界心道教 南町教会 ： 本部を豊川市に置く宗教法人の教会[18]。
- 赤津陶苑 ： 日本伝統的工芸品「赤津焼」を中心とした、食器や茶道具、花器などを展示・販売しており、瀬戸赤津のやきものの歴史なども教えてもらえる施設[19]。
- 中日新聞 赤津専売店松原新聞店
- 七◯ COFFEE ROASTER ： スペシャリティーコーヒー豆専門店。築50年の倉庫物件の自家焙煎珈琲店[20]。
- 東拝戸ちびっ子広場 ： 町の北東部にある小さな公園。ブランコとすべり台、鉄棒がある。
- 東拝戸町IIちびっ子広場 ： 町の西部にある小さな公園。ブランコと鉄棒がある。

- 金剛院
- 世界心道教 南町教会
- 赤津陶苑
- 中日新聞 赤津専売店松原新聞店
- 七◯ COFFEE ROASTER
- 東拝戸ちびっ子広場
- 東拝戸町IIちびっ子広場

## その他

### 日本郵便
- 郵便番号 : 489-0027[6]（集配局：瀬戸郵便局[21]）。